# Dudley Dickerson
Pour les articles homonymes, voir Dickerson.

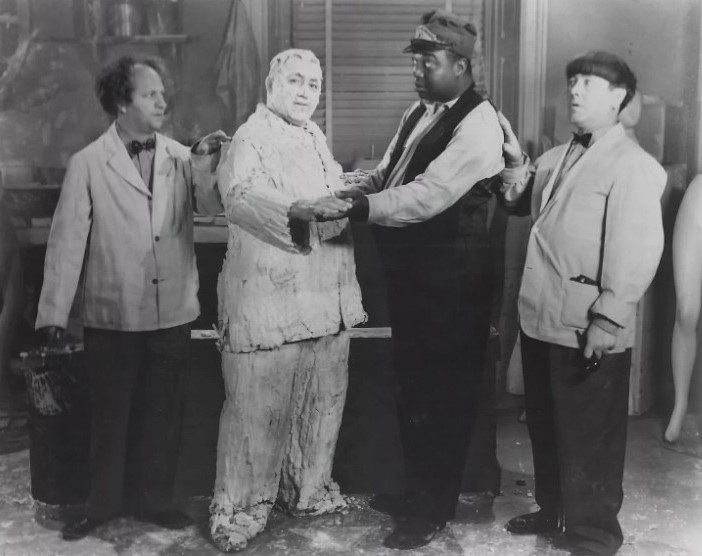
Dudley Dickerson et Les Trois Stooges,
dans A Gem of a Jam (1943)

Dudley Henry Dickerson Jr., né le 27 novembre 1906 à Chickasha (Oklahoma) et mort le 23 septembre 1968 à Lynwood (Californie), est un acteur américain.

## Biographie
Acteur de second rôle au cinéma (souvent non crédité), Dudley Dickerson débute dans The Hell Cat (en) d'Albert S. Rogell (1934, avec Robert Armstrong et Ann Sothern). Suivent cent-trente-deux autres films américains, le dernier étant The Alligator People (en) de Roy Del Ruth (1959, avec Beverly Garland et Bruce Bennett).
Parmi ces films figurent quarante-sept courts métrages (le premier sorti en 1936, le dernier en 1956), notamment aux côtés des Trois Stooges ou de Hugh Herbert.
Au nombre de ses longs métrages, mentionnons également Les Verts Pâturages de Marc Connelly et William Keighley (1936, avec Rex Ingram et Oscar Polk), La Maison de mes rêves du même Keighley (1942, avec Jack Benny et Ann Sheridan), C'est arrivé dans la Cinquième Avenue de Roy Del Ruth (1947, avec Don DeFore et Ann Harding), ou encore Le Sexe opposé de David Miller (son antépénultième film, 1956, avec June Allyson et Joan Collins).
À la télévision américaine, il apparaît dans quatre séries entre 1952 et 1955, dont The Amos 'n' Andy Show (huit épisodes, 1952-1955).
Dudley Dickerson meurt en 1968, à 61 ans, d'une tumeur au cerveau.

## Filmographie

### Cinéma (sélection)
- 1934 : The Hell Cat (en) d'Albert S. Rogell : un chauffeur
- 1936 : Le Rayon invisible (The Invisible Ray) de Lambert Hillyer : un porteur au safari
- 1936 : Les Verts Pâturages (The Green Pastures) de Marc Connelly et William Keighley : Cham
- 1937 : Un jour aux courses (A Day at the Races) de Sam Wood : un conducteur de fauteuil roulant
- 1937 : Saratoga de Jack Conway : M. Miles
- 1937 : L'Entreprenant Monsieur Petrov (Shall We Dance) de Mark Sandrich : un chanteur en salle des machines
- 1937 : Laurel et Hardy au Far West (Way Out West) de James W. Horne : un portier
- 1938 : Nuits de bal (The Sisters) d'Anatole Litvak : un porteur
- 1938 : Kentucky de David Butler : un porteur
- 1939 : Some Like It Hot de George Archainbaud : Sam
- 1939 : Un jour au cirque (At the Circus) d'Edward Buzzell : un chanteur et danseur du numéro Swingali
- 1940 : Knute Rockne, All American de Lloyd Bacon : un porteur
- 1940 : Ville conquise (City for Conquest) d'Anatole Litvak : un portier
- 1941 : My Life with Caroline de Lewis Milestone : un préposé aux toilettes
- 1941 : Le Collège en folie (All-American Co-Ed) de LeRoy Prinz : un porteur et danseur
- 1941 : Blues in the Night d'Anatole Litvak : un prisonnier
- 1942 : Ma sœur est capricieuse (My Sister Eileen) d'Alexander Hall : un porteur
- 1942 : La Maison de mes rêves (George Washington Slept Here) de William Keighley : Sam
- 1942 : L'Homme qui vint dîner (The Man Who Came to Dinner) de William Keighley : un porteur
- 1942 : Gentleman Jim de Raoul Walsh : un bagagiste
- 1942 : Les Aventures de Tarzan à New York (Tarzan's New York Adventure) de Richard Thorpe : un porteur
- 1942 : La Blonde de mes rêves (My Favorite Blonde) de Sidney Lanfield : un porteur
- 1942 : L'amour n'est pas en jeu (In This Our Life) de John Huston : un serveur
- 1942 : La Fièvre du jazz (Syncopation) de William Dieterle : un musicien
- 1943 : Dixie d'A. Edward Sutherland : un chauffagiste
- 1943 : A Gem of a Jam (en) de Del Lord (court métrage) : le gardien
- 1943 : Gung Ho! de Ray Enright : un sous-marinier
- 1944 : Trois c'est une famille (Three Is a Family) d'Edward Ludwig : un assistant
- 1944 : Les Aventures de Mark Twain (The Adventures of Mark Twain) d'Irving Rapper : un observateur de la comète
- 1944 : Coup de foudre (Together Again) de Charles Vidor : un porteur
- 1945 : The Horn Blows at Midnight de Raoul Walsh : un porteur
- 1946 : Sans réserve (Without Reservations) de Mervyn LeRoy : un porteur
- 1946 : Get Along, Little Zombie d'Edward Bernds (court métrage) : Fauntleroy Jones
- 1947 : En marge de l'enquête (Dead Reckoning) de John Cromwell : un serveur
- 1947 : C'est arrivé dans la Cinquième Avenue (It Happened on Fifth Avenue) de Roy Del Ruth : Joe
- 1947 : L'Homme de mes rêves (It Had to Be You) de Don Hartman et Rudolph Maté : un porteur
- 1949 : Les Ruelles du malheur (Knock on Any Door) de Nicholas Ray : un cireur de chaussures
- 1949 : Mam'zelle mitraillette (The Beautiful Blonde from Bashful Bendt) de Preston Sturges : un porteur
- 1949 : Les Travailleurs du chapeau (It's a Great Feeling) de David Butler : un porteur
- 1949 : Si ma moitié savait ça (Everybody Does It) d'Edmund Goulding : un porteur
- 1950 : Suzy... dis-moi oui ! (A Woman of Distinction) d'Edward Buzzell : un serveur
- 1952 : L'Homme à l'affût (The Sniper) d'Edward Dmytryk : un employé de blanchisserie
- 1953 : Deux Nigauds chez Vénus (Abbott and Costello Go to Mars) de Charles Lamont : le concierge de la banque
- 1956 : Le Sexe opposé (The Opposite Sex) de David Miller : un porteur
- 1959 : The Alligator People (en) de Roy Del Ruth : un porteur

### Télévision (intégrale)
Séries
- 1952 : Racket Squad (en), saison 2, épisode 23 One Angle Too Many d'Erle C. Kenton : un porteur
- 1952 : Mr. and Mrs. North (en), saison 1, épisode 6 Nosed Out de Ralph Murphy : Peachy
- 1952-1955 : The Amos 'n' Andy Show, huit épisodes : Joe
- 1955 : Navy Log (en), saison 1, épisode 8 Family Special de Reginald Le Borg : un porteur